# (24658) Misch
(24658) Misch est un astéroïde de la ceinture principale.

## Description
(24658) Misch est un astéroïde de la ceinture principale. Il fut découvert le 18 octobre 1987 à l'Observatoire dPaloma par Jean Mueller. Il présente une orbite caractérisée par un demi-grand axe de 2,38 UA, une excentricité de 0,25 et une inclinaison de 24,5° par rapport à l'écliptique.

## Compléments